# Јелисавета Начић
Јелисавета Начић (Београд, 31. децембар 1878 — Дубровник, 6. јун 1955) била је прва српска жена архитекта.
Памти се као пионир која је инспирисала жене да се баве професијама које су раније биле резервисане за мушкарце. Не само да је била прва жена која је дипломирала архитектуру у Београду, већ је била и прва жена архитекта у Србији.
Њена каријера је прекинута 1916. године када бива интернирана у логор Нежидер у Мађарској услед подизања тријумфалне капије у част повратка српске војске из балканских ратова.
Једно време је са мужем и ћерком живела у Скадру, да би се преселила у Дубровник, где је 1955. године преминула.
Пројектовала је много знајачних зграда, међу којима је и основна школа Краљ Петар Први“, као и црква Александра Невског на Дорћолу.

## Биографија
Рођена је у Београду 1878. године као тринаесто дете имућног трговца на велико Михаила С. Начића. Мајка јој је била ћерка Јована Савића, управника Управе фондова, а по женској линији је водила порекло од породице Ичко. Породица Начић имала је имање на падини испод данашњег хотела Москва. Породица је поседовала и куће у Хиландарској улици. Богата породица имала је кочије које су се изнајмљивале за свечане краљевске догађаје.
Одлука да се упише на тек отворени Технички факултет, као прва студенткиња архитектуре у првој уписаној генерацији студената, није наишла на разумевање и одобравање код Јелисаветине породице. Наиме, у Србији је од 1863. постојао Технички факултет, али одсек за архитектуру основан је тек 1896, па су тако у 19. веку у Србију долазили архитекте из иностранства, а крајем века у Београд су пристизали српски студенти школовани на универзитетима у западној Европи, доносећи нове и другачије архитектонске стилове. Јелисавета Начић је веома успешно и брзо завршила студије и већ 1900. дипломирала, поставши тако прва жена архитекта у Србији, у периоду када је само седам одсто жена у Србији било писмено. По завршетку студија суочила се са истим проблемом родне дискриминације као, неколико деценија пре ње, прва српска лекарка, докторка Драга Љочић. Јелисавета се запослила у Министарству грађевине, на месту техничког приправника. Виши положаји и напредовање у служби нису јој у почетку били доступни. Чак и ова позиција била је успех за једну високообразовану жену у Србији тога времена, пошто су по закону државну службу могли добити само мушкарци, тј. само особе које су служиле војску. Јелисавета је међутим успела да пробије ту, до тада непремостиву баријеру. Положивши државни испит, прешла је 1902. са службом у инжењерско-архитектонском одсеку Београдске општине као градски архитекта. Свој друштвени и професионални ангажман Јелисавета је остваривала и кроз активност у Удружењу српских инжењера и архитеката, чија је била чланица. Иако је била социјалдемократкиња и пријатељица Димитрија Туцовића, политичке ставове није јавно износила. Њен први пројекат у београдској општини било је извођење радова на уређењу Малог Калемегдана, према нацртима чувеног архитекте Димитрија Лека. Она пројектује декоративно, барокно степениште од зеленог камена које и данас краси тврђаву са стране француске амбасаде.
Плодна и успешна каријера Јелисавете Начић прекинута је 1916. године када је интернирана у логор Нежидер у Мађарској јер је 1913. на Теразијама подигла славолук у част повратка српске војске из балканских ратова на коме је писало Има још неослобођених Срба. У логору је упознала албанског интелектуалца и револуционара Луку Лукаја, за кога се 1917. удала и родила ћерку Лулу. По завршетку рата кратко су живели у Београду, одакле су се преселили на Скадар, где је Лукај био министар у влади Есад Паше, пријатеља Срба, који је помогао Србима да пређу преко Албаније у време Првог светског рата. Јелисавета се удајом потпуно одрекла своје каријере и постала највернија сапутница мужу ког је безрезервно подржавала. Тако је у Скадру заједно са њим учествовала у дизању устанка за ослобођење Албаније од италијанског утицаја. Након пропасти устанка они се 1923. године селе у Дубровник, где је Јелисавета живела до смрти. Доласком у Дубровник посветила се породици, подизању ћерке и неговању болесног мужа. Живела је од пензије која јој је после Другог светског рата додељена на иницијативу Савеза архитеката Југославије, у знак признања за њен неспорни допринос пољу архитектуре. По другим изворима њена молба за пензију је одбијена.
Преминула је у Дубровнику 6. маја 1955. године. Умрла је сиромашна и заборављена, а била је део прве генерације студената архитектонског одсека и прва жена дипломирани архитекта у земљи, једна од првих жена запослена у јавном сектору, пројектовала прву модерну школску зграду (Основна школа Краљ Петар Први у Београду - лепо једноспратно здање, са три фасаде и богатим чеоним улазом; изграђена је неколико година пре Првог светског рата), прву болницу за туберкулозу, прву кружну пећ за израду опеке, прву плански зидану стамбену зграду на Балкану. Пројектовала је чувено Мало степениште на Калемегдану, изграђено у првој деценији 20. века од уникатне врсте београдског гранита - керсантит - јединственог камена зеленкасте боје којег и даље има у напуштеном мајдану (Тешићев мајдан) у Рипњу.

## Професионална достигнућа
Била је веома активна на професионалном плану и пројектовала је многа капитална здања у предратном Београду за време своје шеснаестогодишње каријере. Као једина жена запослена у инжењерско-архитектонском одсеку Београдске општине, успешно је ривализовала више пројеката. Трећу награду на конкурсу за идејно решење цркве Светог Ђорђа у Тополи добила је 1903. године Била је ангажована у радовима на уређењу Калемегдана према пројекту архитекте Димитрија Т. Лека. Јелисавета је на Малом Калемегдану пројектовала мале степенице, у необарокном стилу, које од Савске алеје воде до Париске улице. Поред степеништа њен рад је била и ограда савског шеталишта, изграђена са стилизованим вазама на каменим постаментима у духу сецесије. Та ограда је у Првом светском рату срушена.
Вероватно најмонументалнији пројекат Јелисавете Начић била је основна школа код Саборне цркве која данас носи име „Краљ Петар Први“, коју је самостално пројектовала са само 27 година. Када је 1906. завршена, школа је представљала један од најмодернијих школских објеката у Србији. Опремљеност учионица и помоћних просторија, као и хигијенски и наставни услови, били су на знатно вишем нивоу у односу на дотадашње школске објекте. О изузетности и успеху овог пројекта говори чињеница да је био изложен на IV југословенској изложби у Београду 1912. године. Данас је ова зграда проглашена за културно добро и под заштитом је Унеска.
Кад је Београдска општина одлучила да распише конкурс за уређење Теразија, Јелисавета се одмах нашла на списку архитеката који би требало да осмисле читав нови концепт. По њеном пројекту, који је био разрада првонаграђеног конкурсног решења Веселина Лучића, читав простор Теразија је требало да буде подељен на два дела, а у центру тог простора требало је да се налази фонтана са Мештровићевим Победником. Радове на уређењу Теразија прекинуо је рат 1914, а Мештровићева скулптура Победника није постављена због згражавања јавности.
Прву зграду колективног становања за раднике на Балкану пројектовала је Јелисавета. Блок радничких станова за раднике комуналних служби Београдске општине налази се између улица Венизелусове, Комнен Берјактара, Генерала Махине и Херцег Стјепана. Састоји се из два низа двоспратних објеката насталих у различито време. Први блок је изведен 1910. и 1911. а други низ објеката које је пројектовао општински техничар Балаш завршен је 1924. године. Овај комплекс постоји и данас и проглашен је културним добром.
Трг у Савамали испред зграде Београдске задруге пројектовала је 1911. али он није реализован.
По нацртима Јелисавете Начић 1912. изграђена је прва болница за туберкулозне болеснике, која се налазила на Врачару. Потреба за овако специјализованом болницом била је велика, пошто је у Београду од 1901. до 1910. у просеку годишње од туберкулозе умирало 500 људи. Зграда болнице је уништена у бомбардовању током Првог светског рата.
Јелисавета Начић се бавила и пројектовањем сакралних објеката. Тако је по њеним нацртима 1912-1913. саграђена црква посвећена св. Архангелу Михаилу у Штимљу на Косову. Цркву су уништили Албанци деведесетих. У јужном делу цркве налазила се спомен-плоча, која представља посвету архитекткиње српским војсковођама који су се борили на овим просторима:
| „ | Спомен-плоча осветницима Косова, војводама Радомиру Путнику, Живојину Мишићу, Глигору Соколовићу, слава погинулима за Косово, архитекта г-ђица Јелисавета Начић. | ” |

Најзначајније Јелисаветино дело из домена сакралне архитектуре несумњиво је црква Александра Невског на Дорћолу. Радови су започети 1912. али су због рата убрзо и прекинути. Изградња је настављена 1927. Црква је саграђена у неовизантијском стилу.
Пројектовала је и прву кружну пећ и друга постројења за израду опеке коју је општина изградила у „Прокопу” код земљаног мајдана. Овај објекат срушен је за време Првог светског рата.
Јелисавета Начић је за потребе Београдске општине пројектовала и више приватних кућа у Београду, па се тако и данас могу пронаћи грађевине које су саграђене по њеним идејама и нацртима. Једна од њих је и кућа која се налази на углу улица Шафарикове и Ђуре Даничића. То је кућа Божидара Крстића из 1904, године. Још увек се може видети кућа књижара Марка Марковића на углу Капетан-Мишине и Јованове 45-а из 1904. године која је проглашена културним добром и кућа Зорке Арсенијевић из 1907. у Ломиној 46. Срушена је колективна стамбена зграда позната као кућа Арсе Дреновца из 1907. која се налазила на углу Косовске и Кондине улице и кућа М. Протића у дворишту Бирчанинове 13.

## Улица
У Београду постоји улица са њеним именом, непосредно код Бајлонијеве пијаце, општина Стари Град (бивша улица народног хероја Павла Папа) недалеко од комплекса радничких станова које је она пројектовала.

## Галерија
- Улица Јелисавете Начић
- Кућа коју је пројектовала Јелисавета Начић
- Црква Александра Невског
- Мало степениште на Калемегдану
- Улица Јелисавете Начић - поглед из улице Ђорђа Јовановића
- Улица Јелисавете Начић - поглед из улице Гундулићев венац